# Mumpsimpfstoff

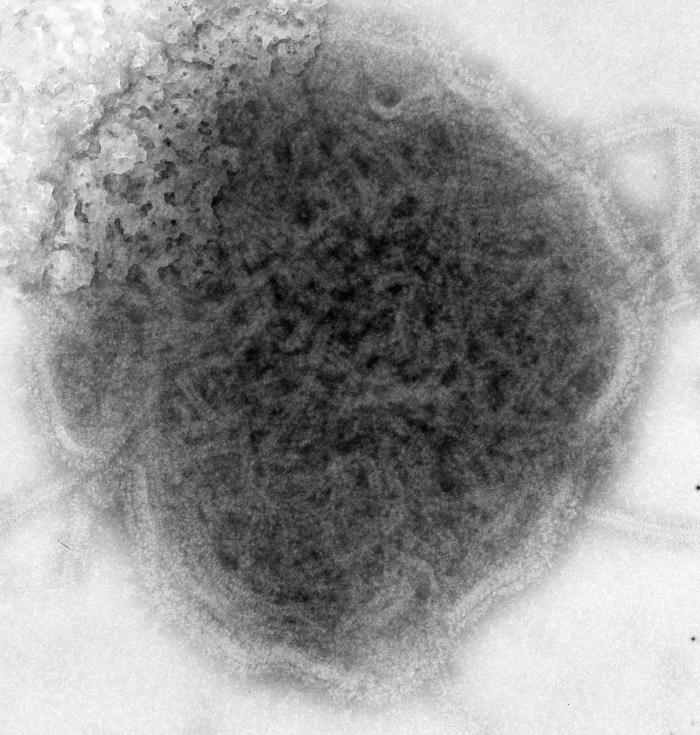
Das Mumpsvirus

Ein Mumpsimpfstoff ist ein Impfstoff gegen Infektionen mit dem Mumpsvirus. Der Mumpsimpfstoff befindet sich auf der Liste der unentbehrlichen Arzneimittel der Weltgesundheitsorganisation.

## Eigenschaften
1945 erfolgten erste Impfversuche mittels attenuierter Mumps-Lebendimpfstoffe durch John Franklin Enders und Karl Habel. In den USA wurde erstmals 1969 ein anderer attenuierter Mumps-Lebendimpfstoff zugelassen und ersetzte einen weniger wirksamen inaktivierten Mumpsimpfstoff von 1948. Dieser erste praktisch apathogen stabiler Mumpsimpfstoff wurde in der Arbeitsgruppe von Maurice Hilleman 1965 entwickelt. Jeryl Lynn ist der Vorname von Hillemans Tochter und der Impfstamm wurde aus ihrem Rachen isoliert. Anschließend erfolgte die Attenuierung durch sieben Passagen in embryonierten Hühnereiern und zehn Passagen in CEF-Zellen. Diese Attenuierung wurde aufgrund von gelegentlich auftretender Parotitis als nicht ausreichend bewertet, weshalb durch eine weitere Attenuierung (level B) die Verträglichkeit erhöht wurde. Der Impfstamm Jeryl Lynn stellte sich später als eine Mischung von zwei verschiedenen Mumpsviren heraus, von denen JL 1 an Verozellen und embryonale Hühnerzellen (chicken embryo fibroblast, CEF-Zellen) angepasst ist und JL 2 an embryonierte Hühnereier. In Deutschland wurde diese Vakzine 1971 zugelassen.
Der Leningrad-3-Impfstamm (L-3) wurde in den 1950er Jahren von Anatoli Alexandrowitsch Smorodinzew und Mitarbeitern durch Passagieren in Nierenzellen von Meerschweinchen und in embryonalen Zellen der japanischen Wachtel entwickelt und unter anderem in der UdSSR eingesetzt. Daraus wurde in Kroatien durch Passagieren in CEF-Zellen der Impfstamm L-Zagreb entwickelt, der in Jugoslawien und Indien verwendet wurde. Der Urabe-Impfstamm wurde zuerst in Japan zugelassen und später auch in Belgien, Frankreich und Italien verwendet. Der Rubini-Impfstamm wurde durch über 30 Passagen entwickelt und in der Schweiz verwendet, besitzt jedoch eine geringere Impfwirkung und wird daher heute nicht mehr eingesetzt.
| Impfstoff     | Impfstamm  | Dosis               |
| ------------- | ---------- | ------------------- |
| M-M-RVAXPRO   | Jeryl Lynn | mind. 12.500 ZKID50 |
| ProQuad       | Jeryl Lynn | mind. 20.000 ZKID50 |
| Priorix-Tetra | Jeryl Lynn | mind. 25.000 ZKID50 |
| Priorix       | Jeryl Lynn | mind. 5000 ZKID50   |

Impfstämme heutiger attenuierter Mumpsviren sind z. B. der meistverwendete Impfstamm Jeryl Lynn sowie RIT 4385 (basierend auf Jeryl Lynn), Leningrad-3, L-Zagreb (basierend auf Leningrad-3), Hoshino und Urabe AM9.
Mumpsimpfstoffe sind heutzutage üblicherweise Bestandteil der Mehrfachimpfstoffe MMR-Impfstoff (zusammen mit einem Masernimpfstoff und einem Rötelnimpfstoff; Zulassung USA 1971 bzw. 1980 in Deutschland) und MMRV-Impfstoff (zusätzlich mit einem Varicellaimpfstoff; Zulassung USA 2005 bzw. Deutschland 2006). Ursprünglich gab es auch eine Kombinationsimpfung mit Masern (MM, z. B. MM Diplovax), in der Bundesrepublik Deutschland wurde diese Kombinationsimpfung 1976 erstmals empfohlen (ab dem 2. Lebensjahr, ab 1980 eine breite Anwendung ab dem 15. Lebensmonat). Mittlerweile sind in Deutschland weder Mumps-Einzelimpfstoffe noch MM-Impfstoffe verfügbar.
Die Wirksamkeit beträgt nach einer einmaligen MMR-Impfung etwa 64–66 %, nach einer 2-maligen Impfung sind etwa 83–88 % der Geimpften geschützt. Sollten Geimpfte an Mumps erkranken, ist dort der Krankheitsverlauf leichter als im Vergleich zu nicht geimpften Personen.

## Immunologie
Nach einer Impfung entstehen neutralisierende Antikörper, die vor einer erneuten Mumpsinfektion schützen. Mumpsviren (MuV) sind relativ wenig variabel, alle Varianten gehören zum selben Serotyp. Nach einer Impfung besitzen etwa 78 % der Geimpften eine Immunität gegen das Mumpsvirus, nach einer zweiten Impfung etwa 88 %. Die neutralisierenden Antikörper sind gegen die Oberflächenproteine des Mumpsvirus gerichtet, F1 (synonym Hämagglutinin-Neuraminidase, HN) und F2, die zusammen ein Heterodimer namens F-Protein bilden. Die Epitope für neutralisierende Antikörper liegen auf dem F-Protein. Im F-Protein gibt es eine Fluchtmutation an der Position 373, die zu einer zusätzlichen Glykosylierung führt, ebenso kann durch Mutation an Position 323 eine Glykosylierung entfernt werden. Beim Impfstamm Jeryl Lynn JL5 wurden geringe Impfwirkungen auf Abweichungen in der Aminosäuresequenz des F-Proteins zurückgeführt.

## Nebenwirkungen
Unerwünschte Arzneimittelwirkungen bei Mumpsimpfstoffen umfassen Schmerzen an der Einstichstelle und eintägige grippeähnliche Symptome. In sehr seltenen Fällen kann eine Meningitis auftreten (1:227.000 beim Impfstamm Jeryl Lynn). Der Urabe-Impfstamm besitzt eine höhere Wahrscheinlichkeit für das Auftreten einer Meningitis (1:143.000 gegen 1:227.000 beim Impfstamm Jeryl Lynn).
Es bestehen keine Sicherheitsbedenken gegen weitere MMR-Impfung(en) bei bestehender Immunität gegen eine der Komponenten („Überimpfen“), eine kombinierte Impfung führt auch nicht zu vermehrten unerwünschten Wirkungen.

## Gegenanzeigen
Kontraindikationen sind Schwangerschaft und Immunsuppression.

## Herstellung

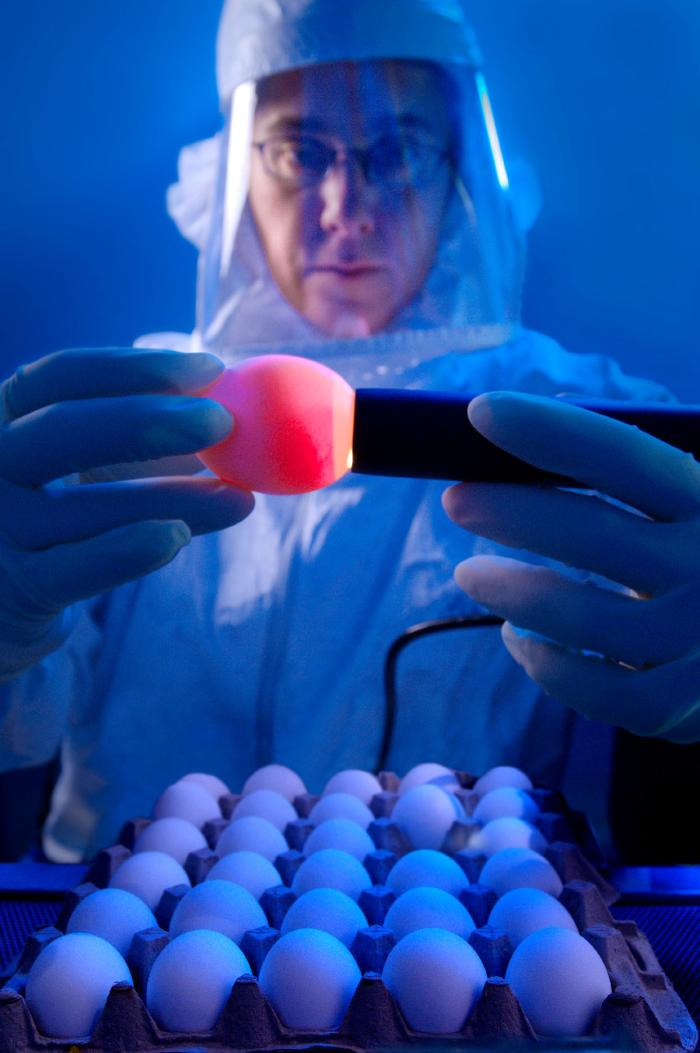
Untersuchung eines embryonierten Hühnereis vor der Infektion

Die Herstellung von Mumpsimpfstoffen erfolgt in infizierten embryonierten Hühnereiern mit anschließender Virusisolierung. Eine Impfdosis enthält mehr als 103,7 bzw. 5000 TCID50 an Impfviren.

## Handelsnamen
Ein Handelsname für Mumpsimpfstoffe war z. B. Mumpsvax. Es gibt keinen Mumps-Einzelimpfstoff mehr auf dem Markt; die Mumpsimpfung ist nur noch als Kombination Masern-Mumps-Röteln (MMR) oder Masern-Mumps-Röteln-Windpocken (MMRV) möglich.